# Dave Reid (hockey sur glace, 1979)
Pour les articles homonymes, voir Dave Reid.
Dave Reid (né le 2 février 1979 à Brockville, dans la province de l’Ontario au Canada) est un joueur professionnel canadien de hockey sur glace.

## Carrière de joueur
Après quatre saisons dans l’uniforme des Golden Knights de Clarkson de la NCAA, il commence sa carrière professionnelle au printemps 2003 avec les Boardwalk Bullies d'Atlantic City de l'East Coast Hockey League.
Il dispute ensuite deux saisons complètes avec les Boardwalk Bullies d'Atlantic City, puis il prend la direction de l’Allemagne. Il passe huit saisons dans ce pays, soit entre 2005 et 2013. Il évolue alors avec l’EHC Munich dans la DEL, ainsi qu’avec les Fischtown Pinguins, le EHC Munich et le EC Hannover Indians dans la 2. Bundesliga.
À l’automne 2013 il revient au Canada, alors que le 29 septembre il signe un contrat avec les Riverkings de Cornwall de la Ligue nord-américaine de hockey.

## Statistiques
| Saison    | Équipe                            | Ligue         |    | Saison régulière | Saison régulière | Saison régulière | Saison régulière | Saison régulière |   | Séries éliminatoires | Séries éliminatoires | Séries éliminatoires | Séries éliminatoires | Séries éliminatoires |
| Saison    | Équipe                            | Ligue         | PJ | B                | A                | Pts              | Pun              | PJ               | B | A                    | Pts                  | Pun                  |                      |                      |
| 1999-2000 | Golden Knights de Clarkson        | NCAA          | 26 | 1                | 4                | 5                | 6                |                  |   |                      |                      |                      |                      |                      |
| 2000-2001 | Golden Knights de Clarkson        | NCAA          | 35 | 5                | 20               | 25               | 24               |                  |   |                      |                      |                      |                      |                      |
| 2001-2002 | Golden Knights de Clarkson        | NCAA          | 38 | 1                | 7                | 8                | 36               |                  |   |                      |                      |                      |                      |                      |
| 2002-2003 | Golden Knights de Clarkson        | NCAA          | 35 | 4                | 12               | 16               | 38               |                  |   |                      |                      |                      |                      |                      |
| 2002-2003 | Boardwalk Bullies d'Atlantic City | ECHL          | 5  | 1                | 0                | 1                | 0                | 2                | 0 | 0                    | 0                    | 2                    |                      |                      |
| 2003-2004 | Boardwalk Bullies d'Atlantic City | ECHL          | 72 | 9                | 24               | 33               | 91               | 4                | 0 | 0                    | 0                    | 28                   |                      |                      |
| 2004-2005 | Boardwalk Bullies d'Atlantic City | ECHL          | 70 | 10               | 17               | 27               | 79               | 3                | 0 | 0                    | 0                    | 8                    |                      |                      |
| 2005-2006 | Fischtown Pinguins                | 2. Bundesliga | 51 | 7                | 20               | 27               | 97               | 13               | 1 | 4                    | 5                    | 24                   |                      |                      |
| 2006-2007 | Fischtown Pinguins                | 2. Bundesliga | 51 | 9                | 24               | 33               | 80               | 6                | 3 | 6                    | 9                    | 2                    |                      |                      |
| 2007-2008 | Fischtown Pinguins                | 2. Bundesliga | 52 | 6                | 24               | 30               | 82               | 7                | 1 | 4                    | 5                    | 8                    |                      |                      |
| 2008-2009 | EHC Munich                        | 2. Bundesliga | 47 | 13               | 18               | 31               | 48               | 13               | 2 | 6                    | 8                    | 8                    |                      |                      |
| 2009-2010 | EHC Munich                        | 2. Bundesliga | 50 | 6                | 19               | 25               | 38               | 12               | 0 | 12                   | 12                   | 8                    |                      |                      |
| 2010-2011 | EHC Munich                        | DEL           | 52 | 3                | 18               | 21               | 28               | 2                | 0 | 0                    | 0                    | 0                    |                      |                      |
| 2011-2012 | EHC Munich                        | DEL           | 44 | 1                | 7                | 8                | 40               | -                | - | -                    | -                    | -                    |                      |                      |
| 2012-2013 | EC Hannover Indians               | 2. Bundesliga | 48 | 6                | 14               | 20               | 34               |                  |   |                      |                      |                      |                      |                      |
| 2013-2014 | Riverkings de Cornwall            | LNAH          | 17 | 1                | 8                | 9                | 8                | -                | - | -                    | -                    | -                    |                      |                      |

## Trophées et honneurs personnels
- East Coast Hockey League
  - 2002-2003 : remporte la Coupe Kelly avec les Boardwalk Bullies d'Atlantic City.
- 2. Bundesliga
  - 2009-2010 : remporte le championnat des séries avec le EHC Munich.